# Гологлазый какаду
Гологлазый какаду (лат. Cacatua sanguinea, син. Kakatoe sanguinea) — птица семейства какаду.

## Внешний вид
Длина тела 35—40 см, хвоста 12 см; масса 430—580 г. Оперение белое. Полоска на лбу и уздечка светло-красного цвета. Рулевые и маховые перья с нижней стороны имеют желтоватый оттенок. Основания перьев горла, головы и хохла бледно-розовые, у некоторых попугаев такого же цвета бывают перья брюшка и затылка. Окологлазное кольцо неоперённое, синего цвета. На голове имеется небольшой круглый хохол, едва заметный в спокойном состоянии. Клюв светлый, костяного цвета. И у самца, и у самки коричневая радужка. Лапы серые.

## Распространение
Обитает на севере и северо-западе Австралии и в Новой Гвинее.

## Образ жизни
Населяют поля, манговые болота, редколесья, леса, полупустыни, окультуренные ландшафты, саванны, прибрежные леса, всегда рядом с водой, до высоты 100 м над уровнем моря. Живут небольшими группами. Шумные и общительные попугаи. Наиболее активны рано утром и поздно днём. Часто их можно заметить в компании с другими видами какаду, особенно на водопое. Питаются разными семенами и зёрнами, поедают корневища растений, различными беспозвоночными животными, насекомыми и личинками. В населённых пунктах кормятся на свалках. Корм берут с земли. Во время кормёжки собираются в многотысячные стаи. Съев все корма, перелетают на другой участок. Наносят значительный ущерб зерновым культурам.

## Размножение

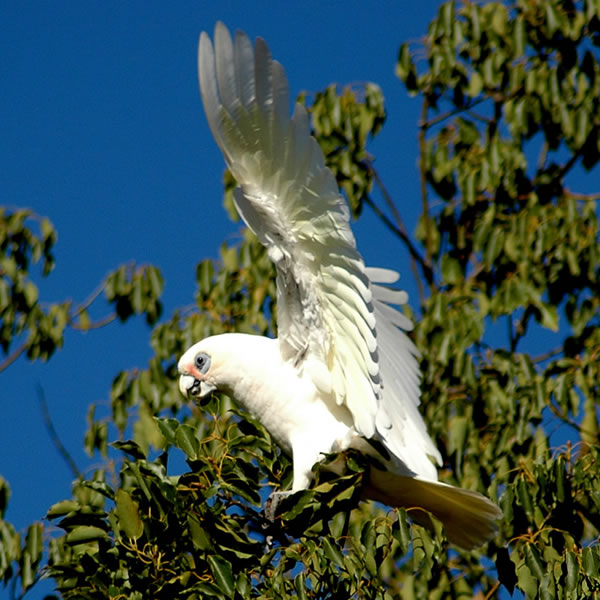

Гнездятся в дуплах высоких деревьев (эвкалипт), на высоте 3—12 м, большими колониями. На одном дереве может быть несколько гнёзд. Гнездовье используется в течение нескольких лет разными парами. При нехватке подходящих деревьев могут строить гнёзда в насыпях термитов или трещинах скал. В год бывает 1—2 кладки. В кладке 3—4 яйца. Яйца высиживают оба родителя. Птенцы выводятся на 25—26 день и покидают гнездо в возрасте 2 месяцев.

## Содержание
В домашних условиях содержатся редко. Только с птенцового возраста могут стать ручными и долго прожить в неволе. Не обладают способностью к «разговорной речи», но их можно научить произносить несколько слов. Продолжительность жизни около 50 лет.

## Классификация
Вид включает в себя 5 подвидов:
- Cacatua sanguinea gymnopsis P. L. Sclater, 1871
- Cacatua sanguinea normantoni (Mathews, 1917)
- Cacatua sanguinea sanguinea Gould, 1843
- Cacatua sanguinea transfreta Mees, 1982
- Cacatua sanguinea westralensis (Mathews, 1917)